# Pio Lindegaard
Per Erik Lindegaard Gredsted-Larsen (Amorebieta, 29 de noviembre de 1920 - Guecho, 26 de abril de 1999) Pío para todos, el danés de Amorebieta. Cónsul de Dinamarca en Bilbao y experto apasionado del jazz.

## Biografía
Cursó estudios de ingeniería termodinámica entre 1940 y 1945. A temprana edad comienza a trabajar en la representación comercial de Dinamarca para el comercio bilateral con España. En 1960 es nombrado cónsul de Dinamarca en Bilbao. Diez años más tarde, Federico IX le concede el orden de Dannebrog en su categoría de caballero, siendo ascendido -en 1976- al grado de 1ª clase por la reina Margarita II.
En 1958 funda el primer Jazz Club de Bilbao que desarrolló sus actividades hasta mediados de los sesenta. En 1991 y merced a un acuerdo alcanzado con la Sociedad Bilbaína se retoma el proyecto del club que, doce años después aún permanece en activo.
En 1983 recibe el MIKELDI por su labor a favor del Festival de Cine Documental y cortometraje de Bilbao (ZINEBI), con el cual permaneció vinculado desde sus comienzos en condición de secretario del Jurado Internacional. En 1985 es distinguido con el "Molino de plata" de Guecho por su contribución al Festival de Jazz de la localidad vizcaína.

## Su afición: la radio
Capítulo aparte merecería su actividad radiofónica: desde abril de 1950 en que es invitado a presentar un programa de música danesa en Radio Bilbao y hasta sus últimos días, siempre ha mantenido algún espacio en las ondas ("Música danesa", "Música alemana", "Música inglesa", "La hora de la Casa Americana", "Aquí Bilbao", "Antena del Norte"...).
De todos ellos fue "Batería y contrabajo" el que más tiempo permaneció en antena ¡¡48 años!!, sonando en Radio Euskadi en su última época y consiguiendo con este programa el aprecio de la audiencia y el respeto de la comunidad jazzística.

## Su pasión: elJazz
Su labor divulgativa en favor de la música de este género permitió que varias generaciones pudieran iniciarse en la escucha de aquellos "bárbaros ritmos" y aprendieran a disfrutar de la filosofía que inspira el jazz y los mecanismos que lo mueven. Poniendo así de manifiesto el amor que por este género le transmitieron personalmente artistas tan célebres como Benny Carter, Count Basie o el mismísimo Duke Ellington.
Pío falleció el 26 de abril de 1999 dejándonos como legado su pasión por el Jazz. Quienes le conocieron y escuchan esta música sienten en su interior que el Jazz sigue vivo y con él nuestro amigo Pío.

Información publicada por la escuela de Música Andrés Isasi en http://www.getxo.net
- Datos: Q9060007